# Bamir Topi
Bamir Sali Topi (n. 1957) é um biólogo e político albanês, foi presidente do seu país de 2007 a 2012.

## Vida e obra
Nascido em Tirana, a 24 de abril de 1957, Topi formou-se na Universidade Agrícola de Tirana em estudos veterinários com notas altas e obteve um doutorado na mesma área. Em 1984, foi nomeado um pesquisador científico do Instituto de Pesquisas Científicas Veterinárias até 1995.
Durante o período de 1987 a 1990 fez uma pós-graduação em Itália, no domínio da Biologia Molecular. Após o seu regresso ao país, Topi foi nomeado diretor do Instituto da Segurança Alimentar e Veterinário, um cargo que ocupou até ao final de 1995. Durante a atividade neste Instituto, como Diretor e Pesquisador Científico, Topi deu uma fisionomia do mundo ocidental a esta importante instituição do país. Juntamente com o seu trabalho como Pesquisador Científico, Topi realizou uma densa atividade académica na elaboração do currículo educativo das disciplinas de Farmacologia e Toxicologia para os estudantes e pós-graduação da Faculdade de Medicina Veterinária e, ao mesmo tempo, também foi um conferencista destes assuntos por cerca de uma década.
Foi eleito pela primeira vez como deputado da Assembleia da Albânia em 1996 e foi nomeado Ministro da Agricultura e da Alimentação, onde serviu até 1997. Foi eleito para três mandatos na Assembleia da Albânia como candidato do Partido Democrático da Albânia. Em dois mandatos, Topi levou o Grupo Parlamentar do Partido Democrata à Assembleia. Foi eleito vice-presidente do Partido Democrático da Albânia, que é liderado por Sali Berisha. Topi foi distinguido e amplamente aclamado como um político de um perfil moderado, como muito ativo na resolução da crise entre a maioria governamental e a oposição e como protagonista de acordos políticos e de várias iniciativas parlamentares.
Topi também detém o título de presidente honorário do clube de futebol albanês KF Tirana.

## Presidente da Albânia
A 8 de março de 2007, Topi disse que seria o candidato do Partido Democrata na eleição presidencial de 2007. Ambos os partidos cristãos democratas e republicanos disseram que provavelmente iriam apoiá-lo. O Parlamento tomou quatro tentativas, e a oposição finalmente desistiu e foi eleito Topi, a escolha do primeiro-ministro Sali Berisha.
Numa votação realizada a 8 de julho, Topi recebeu 75 votos no parlamento, o que não foi suficiente para ser eleito presidente (são necessários pelo menos 84 votos). A oposição, liderada pelo Partido Socialista, boicotou a votação. A segunda ronda das votações para eleger o presidente foi realizada a 10 de Julho e o parlamento ainda não conseguiu eleger um presidente. desta vez Topi recebeu 74 votos. A 14 de julho, foram realizadas novas eleições e desta vez Topi ganhou apenas 50 votos, enquanto Neritan Ceka do Partido da Aliança Democrática conquistou 32.
Em 20 de julho, na quarta ronda de votação, Topi foi apoiado por alguns membros da oposição e ganhou 85 votos, sendo eleito como o Presidente da República da Albânia, por um período de cinco anos. Foi empossado a 24 de Julho.
Topi renunciou oficialmente à sua posição como vice-presidente do Partido Democrático da Albânia e, ao mesmo tempo retirou-se do partido. Ele é considerado politicamente imparcial.